# فترة فيدية

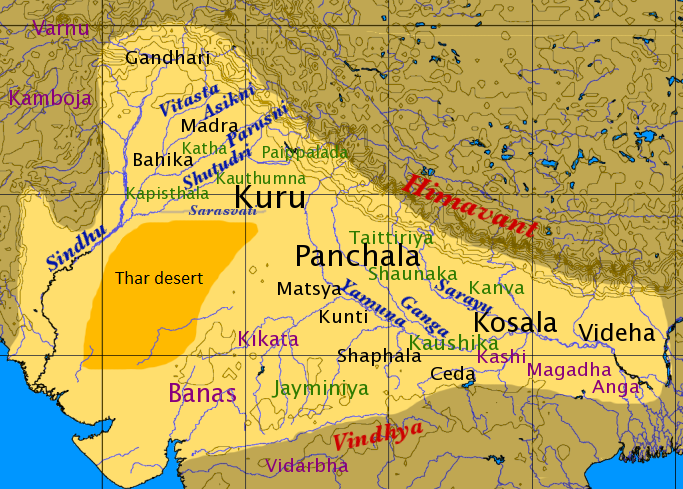
خريطة شمال الهند في أواخر الفترة الفيدية. موقع شاخاص (shakhas) الفيدي موضح باللون الأخضر. وصحراء طهار باللون البرتقالي

كانت الفترة الفيدية (أو العصر الفيدي) إحدى الفترات التاريخية التي تألفت من فيدا، وهي الكتب المقدسة الأقدم للهندوسية. ولم يُعرف المدى الزمني لتلك الفترة. تشير أدلة علم اللغة واللغويات إلى أن ريجفدا، الأقدم في فاليدا تألفت تقريبًا بين الفترة من 1700 حتى 1100 قبل الميلاد، ويُشار إليها أيضًا بالفترة الفيدية المبكرة. وتشير التقديرات إلى أن نهاية الفترة كانت حوالي عام 500 قبل الميلاد، وهناك اقتراح بأن عام 150 قبل الميلاد كان المحطة قبل الأخيرة لجميع الأدب السنسكريتي الفيدي.
لم يتم نقل نصوص الفترة الفيدية إلا عن طريق التاريخ الشفهي، والتقليد الأدبي المنصوص عليه فقط في الأوقات الزمنية قبل الفيدية. على الرغم من الصعوبات التي يرجع تاريخها إلى تلك الفترة، فمن المفترض أن تعود الفيدا بطريقة آمنة لما يزيد عن آلاف السنوات. في بعض الأحيان، يُشار إلى الثقافات ذات الصلة على أنها حضارة فيدية، كانت متمركزة في البداية في الأجزاء الشمالية والشمالية الغربية من شبه قارة الهند، ولكنها انتشرت في الوقت الحالي ووضعت حجر أساس الثقافة الهندية المعاصرة.
بعد نهاية الفترة الفيدية، مهدت فترة ماهيجاناباداس الطريق للإمبراطورية الماورية (من 320 قبل الميلاد)، وهو العصر الذهبي للأدب السنسكريتي القديم

## نظرة عامة
يقوم إعادة بناء تاريخ الهند الفيدية على تفاصيل النص الداخلية. من المنظور اللغوي، يمكن تصنيف النصوص الفيدية إلى خمس طبقات زمنية:
1. نص ريجفدا: ريجفدا هو إلى حد بعيد يمثل معظم النصوص الفيدية القديمة المحفوظة، ويحتفظ بالعديد من عناصر الهندية الإيرانية الشائعة، في اللغة والمضمون، وهي غير موجودة في أي من النصوص الفيدية الأخرى. وقد استغرق تكوينها ما يزيد عن العديد من القرون أو آلاف السنوات.
2. نصوص لغة التعويذة: تشمل تلك الفترة لغة التعويذة والنثر لآثارفافيدا (بيبالادا وشوناكييا) وخيلاني ريجفدا وسامافيدا سامهيتا (تحتوي على 75 تعويذة غير موجودة في ريفجدا) وتعويذات ياجورفيدا اشتُقت العديد من تلك النصوص اشتقاقًا كبيرًا من ريجفدا، ولكنها خضعت لتغيرات معينة، عن طريق التغيير اللغوي والتفسير. تشمل التغيرات البارزة تغيرات فيشفا «الجميع» بواسطة سارفا وانتشار kuru- الأصل اللفظي لـkrno-). وهذه هي المدة الزمنية المبكرة في العصر الحديدي في شمال غرب الهند، المقابلة لـثقافة وير الحمراء والسوداء ثقافة ومملكة كوروس، التي تبدأ من القرن العاشر قبل الميلاد.
3. نصوص نثر سامهيتا: تتميز تلك الفترة ببداية جمع وتدوين الشريعة الفيدية. يعد الفقدان الكامل للزجرية تغيرًا لغويًا مهمًا. جزء برهمانا ('تعليق' على التغني والطقوس) لياجورفيدا السوداء (MS, KS, TS) التي تنتمي لتلك الفترة. ومن المنظور الأثري، ثقافة وير جري المطبوعة (PGW) من 900 قبل الميلاد تتوافق، والتحول من الوسط السياسي من كوروس إلى بانكالا في نهر الفانج.
4. نصوص نثر البرهمي: البراهمة المناسبة للفيدا التي تنتمي لتلك الفترة، بجانب آرانياكا، أقدم الأوبانيشادس (أوبانيشاد بريهاد آرانياكا وتشاندوجيا أوبانيشاد وجيمينييا أوبانيشاد البرهمي) وشروتاسوتر الأقدم (بوداهينا شوراتا سورتا).
5. نصوص لغة سورتا: هي الطبقة الأخيرة من السنسكريتية الفيدية التي استمرت حتى عام 500 قبل الميلاد، والتي تضم الجزء الأكبر من سراوتا وجراهيا وسوتراس وبعض من الأوبانيشادس (مثل كاثو ومايترو). ينتمي الجميع ما عدا الأوبانيشادس النثرية الخمسة إلى ما قبل البوذية.[4] فيدها (شمال البيها) على أنها ثالث مركز سياسي يتم إنشاؤه.
6. السنسكريتية الملحمية والبانيان: لغة مهابهاراتا وملاحم رامايانا وتعد السنسكرتية القديمة التي وصفها بانيني قبل الفيدية وتنتمي إلى الفترة الزمنية قبل العام 500 قبل الميلاد. من المنظور الأثري، يتوافق الانتشار السريع لـوير المصقولة السوداء الشمالية في جميع أنحاء الهند الشمالية مع تلك الفترة. تنتمي لهجات فيدانتا وغوتاما بودا وبالي براكيت للكتاب المقدس البوذي لتلك الفترة.

لم تتحدد السجلات التاريخية إلا بعد نهاية الفترة الفيدية، واحتفظت بندرتها في جميع أنحاء العصور الوسطى الهندية. تميزت نهاية الهند الفيدية بالتغيرات اللغوية والثقافية والسياسية. تتميز القواعد النحوية لبانيني بالتدوين الكبير جدًا لنصوص سترا، وهي في ذات الوقت بداية للسنسكريتية القديمة. يتميز غزو دارا الأول (Darius I) لوادي السند في أوائل القرن السادس قبل الميلاد ببداية التأثير الخارجي، الذي استمر في ممالك المملكة الهندية الإغريقية والموجات الجديدة للهجرة من عام 150 قبل الميلاد (أبهيرا وشاكا) وكوشان وفي النهاية السلاطين المسلمين. يعد المؤرخ اليوناني آريانوس أهم مصدر تاريخي لجغرافيا الهند قبل الفيدية في القرن الثاني، إذ كانت تقاريره تستند على الرسل من فترة ماوريان حتى بوتان، ميجاثينيس.

## التاريخ

### الأصل
يعود العصر الفيدي المبكر تاريخيًا إلى النصف الثاني من الألفية الثانية قبل الميلاد. عبر التاريخ وبعد انهيار حضارة وادي السند قرابة العام 1900 قبل الميلاد، هاجرت مجموعة من الشعوب الهندو-آرية إلى شمال غرب الهند وبدأت استيطان شمال وادي السند. مثّل الهندوآريون مجموعة فرعية انحدرت من قبائل الهندو-إيرانيين في حضارة أندرونوفو قبل منتصف الألفية الثانية بعد الميلاد، نشأ الهندو-إيرانيون في حضارة سينتاشتا التي نشأت منها لاحقًا حضارة أندرونوفو. هاجر الهندو-آريون عبر منطقة باختر-مارغيانا المتاخمة (شمال أفغانستان في الوقت الحاضر) إلى شمال غرب الهند، تلا ذلك نهوض حضارة ياز الإيرانية حوالي العام 1500 قبل الميلاد، والهجرات الإيرانية إلى إيران نحو العام 800 قبل الميلاد.
عارض الكتّاب وعلماء الآثار الهنود الفكرة القائلة بهجرة الهندوآريين إلى الهند، ودافعوا عن الأصول المحلية للهندوآريين. وفي هذا الرأي «يجب النظر إلى الحضارة الهندية على أنها تراث متواصل يعود إلى أوائل فترة تراث السندو-ساراسفاتي (أو السند) (7000 أو 8000 قبل الميلاد)». رغم شعبيتها في الهند، وعكسها وجهات النظر الهندية بشأن التاريخ والدين الهندي، فإن فكرة الأصول المحلية البحتة للهندوآريين خارج التيار الأكاديمي.
تُستمد معظم المعرفة عن الآريين من الريجفدا-سامهيتا، أقدم نصوص الفيدا، الذي أُلِّف نحو الفترة 1200-1000 قبل الميلاد. جلبوا معهم تقاليدهم وممارساتهم الدينية المميزة. كانت المعتقدات والممارسات الفيدية في حقبة ما قبل الكلاسيكية وثيقة الصلة بالأساطير الهندية الأوروبية البدائية وبالديانة الهندو-إيرانية. تُظهِر التضحيات الجنائزية من ثقافة سينتاشتا صلات وثيقة بطقوس التضحيات الجنائزية في الريجفدا، بينما يرى أنتوني أن الديانة الهندية القديمة ربما ظهرت بين المهاجرين الهندو-أوروبيين في منطقة الاتصال بين نهر زرافشان (أوزبكستان في الوقت الحاضر) وإيران (حاليًا). كانت «خليطًا توفيقيًا من العناصر القديمة في آسيا الوسطى والهند الأوروبية الجديدة» وتضمنت «معتقدات وممارسات دينية فريدة» من ثقافة باختر-مارغيانا، بما في ذلك الإله إندرا ومشروب سوما الشعائري.

### الفترة الفيدية المبكرة (نحو 1500 – نحو 1000 قبل الميلاد)
يحتوي الريجفدا على روايات عن الصراعات بين الآريين والداساس والداسيوس. يصف النص الداساس والداسيوس بأنهما شعبان لا يقدمان التضحيات (أكراتو) أو يطيعان وصايا الآلهة (أفراتا). ويوصف كلامهم بأنه مريديرا أي ضعيف أو غير متحضر أو عدواني أو مزدرٍ أو مسيء. تحتمل الصفات الأخرى التي تصف مظهرهم المادي العديد من التأويلات. ومع ذلك، فإن بعض العلماء المعاصرين مثل أسكو باربولا يربطون الداساس والداسيوس بالقبيلتين الإيرانيتين داهي وداهيو، ويعتقدون أن شعبي الداساس والداسيوس كانا من المهاجرين الهندوآلاريين الأوائل الذين وصلوا إلى شبه القارة قبل الآريين الفيديين. وبالمثل، ناقش برونكهورست بأن سهل الغانج المركزي قد هيمنت عليه حضارة هندوآرية ذات صلة لكنها غير فيدية، وهي فارقة قد لاحظها جيفري ساميول أيضًا.
ورد في الريجفدا وصف للصراعات العسكرية بين مختلف القبائل الآرية الفيدية. ومن أبرز هذه الصراعات معركة الملوك العشرة التي وقعت على ضفاف نهر باروشني (نهر رافي حاليًا). دارت المعركة بين قبيلة بهاراتاس، بقيادة زعيمهم سوداس ضد اتحاد ضمَّ عشر قبائل. عاش سكان بهاراتاس حول المناطق العليا من نهر ساراسواتي، بينما عاش سكان بيوروس جيرانهم الغربيون على امتداد المناطق السفلى من ساراسواتي. أما القبائل الأخرى كانت تقطن شمال غرب البهاراتاس في منطقة البنجاب. ومن المحتمل أن تقسيم مياه رافي كان سببًا للحرب. حاول اتحاد القبائل غمر البهاراتاس وإغراقهم عن طريق فتح سدود نهر رافي، ومع ذلك انتصر سوداس في معركة الملوك العشرة. قُتل بوروكوتسا، زعيم البيوروس، في المعركة واندمج البهاراتاس والبيوروس ضمن قبيلة جديدة بعد الحرب تُدعى الكورو.

### الفترة الفيدية اللاحقة (نحو 1000 – نحو 600 قبل الميلاد)
بعد القرن الثاني عشر قبل الميلاد، ومع اتخاذ الريجفدا شكله النهائي، انتقل المجتمع الفيدي المرتبط بمنطقة كورو-بانجالا من الحياة شبه البدوية إلى الزراعة المستقرة في شمال غرب الهند، لكنه لم يكن الشعب الهندو-آري الوحيد في شمال الهند. بقيت حيازة الخيول أولوية هامة للقادة الفيديين وأثر متبقٍ من نمط الحياة البدوية ما أدى إلى طرق تجارية خارج الهندو كوش للحفاظ على هذا الإمداد من الخيول اللازمة للخيالة والتضحية بسبب تعذر تربيتها في الهند. ظلت سهول الغانج بعيدة عن حدود القبائل الفيدية بسبب غطاء غابي كثيف. وبعد العام 1000 قبل الميلاد، أصبح استخدام الفؤوس والمحاريث الحديدية واسع الانتشار وأمكن إزالة الغابات بسهولة. وقد مكن ذلك الآريين الفيديين من توسيع مستوطناتهم في المنطقة الغربية من دواب غانغا–يامونا. اندمجت العديد من القبائل القديمة لتشكيل وحدات سياسية أكبر.
تطورت الديانة الفيدية مع ظهور مملكة كورو، وصاغت مؤلفاتها الدينية صياغةً منهجية، وطورت طقوس الشراوتا. ارتبطت بحضارة الخزف المطلي بالرمادي (نحو 1200-600 قبل الميلاد) التي لم تتوسع شرقي دواب غانغا–يامونا. تميزت عن حضارة منطقة الغانج المركزية القريبة والمختلفة بشكل ملحوظ والتي ارتبطت بحضارة الخزف الأسود المصقول ومملكتي الماهاجانابادا، كوسولا وماجاداها.
في تلك الفترة، يذكر المؤرخان كولك وروثرموند ظهور نظام الفارنا الذي كان في تلك المرحلة من التاريخ الهندي عبارة عن «ترتيب هرمي لطبقات المجتمع يعكس تقسيم العمل بين مختلف الطبقات». وُجِدت أربع طبقات في الفترة الفيدية: الكهنة البراهمة ونبلاء المحاربين على رأس الطبقات، والفلاحون والتجار الأحرار كالطبقة الثالثة، والعبيد والعمال والحرفيين الذين ينتمون بمعظمهم إلى السكان الأصليين كالطبقة الرابعة. اتسع في هذه الفترة نطاق الزراعة والمعادن وإنتاج السلع الأساسية فضًلا عن التجارة، واكتملت نصوص الحقبة الفيدية بما في ذلك أولى نصوص أبانيشاد والعديد من نصوص سوترا المهمة للثقافة الهندوسية اللاحقة.
تشكلت مملكة كورو، وهي أول «دولة» فيدية، على يد «قبيلة عظمى» ضمّت عدة قبائل ضمن وحدة جديدة. ولحكم هذه الدولة، جُمِعت ونُسخت التراتيل الفيدية، وجرى تطوير طقوس جديدة شكلت الآن طقوس شراوتا التقليدية. ثمّة شخصيتان رئيسيتان وراء عملية تطوير دولة كورو هما الملك باريكشيت وخلفه جاناميجاي اللذين حولا هذه المملكة إلى القوة السياسية والثقافية المهيمنة للهند الشمالية في العصر الحديدي.
من أكثر التضحيات الدينية الجديدة شهرةً والتي برزت في هذه الفترة هي الأشفاميدها (التضحية بالخيول). تتطلب هذه التضحية إطلاق الحصان المكرس كي يتجول حرًا في المملكة لمدة عام واحد، يتبعه فرقة مختارة من المحاربين. يجب على الممالك والمشيخات التي تجول فيها الحصان إظهار الاحترام والتبجيل أو الاستعداد لمحاربة الملك صاحب الحصان. شهدت هذه الفترة أيضًا بداية التقسيم الطبقي الاجتماعي باتباع نظام فارنا، إذ قُسِّم المجتمع الفيدي إلى البراهمة وكشاتريا وفايشيا وشودرا.
انحدرت مملكة كورو بعد هزيمتها على يد قبيلة السالفا غير الفيدية، وانتقل المركز السياسي للثقافة الفيدية شرقًا إلى مملكة بانجالا على نهر الغانج تحت حكم الملك كيسين دالبيا (تقريبًا بين عامي 900 و750 قبل الميلاد). وبرزت مملكة فيديها كمركز سياسي أبعد إلى الشرق في ما هو اليوم شمال ولاية بهار الهندية وجنوب شرق نيبال، لتبلغ مكانتها البارزة في عهد الملك جاناكا الذي وفرت محكمته الامتيازات والرعاية لحكماء البراهمة والفلاسفة مثل ياجنافالكا وأودالاكا أروني وغارجي فاجكنافي؛ بقيت بانجالا أيضًا بارزة خلال هذه الفترة في عهد ملكها برافاهانا جايفالي.